# Absolutely (Madness)
Absolutely is het tweede studioalbum van de Britse ska-popband Madness. Het verscheen in 1980 en haalde in het Verenigd Koninkrijk de tweede plaats in de albumhitlijsten; in Nederland werd het een nummer één-notering.

## Achtergrond
Ten tijde van het debuutalbum One Step Beyond... had Madness de reputatie van een door skinheads geliefde 2 Tone-skaband, maar in de aanloop naar de opnamen voor Absolutely groeide de populariteit bij kinderen en kwamen de Motown- en variété-invloeden wat meer op de voorgrond. De hoesfoto werd in twee licht afwijkende versies gemaakt bij de ingang van het Londense metrostation Chalk Farm; de bandleden droegen lange donkere jassen, behalve saxofonist Lee Thompson die hetzelfde outfit aanhad als in de videoclip van Baggy Trousers waarmee Madness zich definitief in de kijker van het grote publiek speelde. Thompson heeft overigens zijn pose afgekeken van het enige album van de jaren 70-pubrockband Kilburn & the High Roads (voorloper van Ian Dury & the Blockheads). De binnenhoes toont het logo van het fictieve metrostation Cairo East (in 1986 hergebruikt voor de clip van (Waiting for) the Ghost-Train) zoals geschilderd door oud-Kilburns-bassist Humphrey Ocean en een met jeugdfoto's geïllustreerde stamboomgeschiedenis van de nutty boys.
Absolutely verscheen op 27 september 1980 en werd lovend ontvangen door de Britse pers; de Nederlandse bladen waren wat minder opgetogen, maar daar had het publiek geen boodschap aan. Begin 1981 voerde de plaat wekenlang de album top 50 aan en haalde het de platinastatus.
Speciaal voor een interview in het Britse blad Mojo werd in 2005 een nieuwe versie gemaakt van de hoesfoto, zij het zonder gitarist Chris Foreman die tijdelijk uit Madness was gestapt.
In 2010 verscheen de luxe heruitgave met B-kantjes en een door de BBC uitgezonden concertopname van 23 december 1980.

## Tracklist
1. "Baggy Trousers" - 2:45
2. "Embarrassment" - 3:13
3. "E.R.N.I.E." - 2:45
4. "Close Escape" - 3:29
5. "Not Home Today" - 2:30
6. "On the Beat Pete" - 3:05
7. "Solid Gone" - 2:22
8. "Take It or Leave It" - 3:26
9. "Shadow of Fear" - 1:58
10. "Disappear" - 2:58
11. "Overdone" - 3:45
12. "In the Rain" - 2:42
13. "You Said" - 2:35
14. "The Return of the Los Palmas 7" - 2:01

Suggs · Mike Barson · Lee Thompson · Chris Foreman · Mark Bedford · Daniel Woodgate · Chas Smash